# GALSI

A GALSI gázvezezék útvonala

A GALSI (olaszul Gasdotto Algeria Sardegna Italia) tervezett csővezeték, amely Algériából szállít majd földgázt Szardínia szigeten keresztül az olasz félszigetre.

## Útvonala
A földgáz az algériai Hassi R'mel mezőiről indul, ahonnan egy 640 kilométeres vezetékszakaszon fog majd eljutni a Földközi-tenger partján lévő Koudiet Draouche-ba. Innen 285 kilométer hosszúságú vezetéket fektetnek a tengerbe Szardíniáig. A szigeten Porto Bottétól mintegy 300 kilométeren fut majd a vezeték szárazföldön Olbiáig, ahonnan újabb, 280 kilométeres tenger alatti szakasz épül. Ez Piombinónál éri el az olasz félszigetet és Toszkánában összekötik a már meglévő olasz vezetékekkel.

## Technikai sajatosságai
A cső átmérője 56-122 centiméter lesz. A vezeték kezdetben évi 8 milliárd köbméter gázt szállíthat. A projekt becsült költsége kétmilliárd euró. A megvalósíthatósági tanulmány 2005-ben készült el. A terv szerint a csővezeték 2012-ben kezd el működni.
Az olasz szakaszt a Snam Rete Gas cég építi.

## A projektcég
A projektcég, a Galsi S.p.A. 2003. január 29-en alakult Milánóban.
A jelenlegi részvényesek:
- Sonatrach (Algéria) 41,6%
- Edison S.p.A. (Olaszország) 20,8%
- Enel (Olaszország) 15,6%
- Sfirs (Olaszország) 11,6%
- Hera Trading (Olaszország) 10,4%

Az egyik alapító, a Wintershall részesedését eladva a többieknek 2008-ban kiszállt a projektből. A Sonatrach és az orosz Gazprom közti megállapodás alapján lehetséges, hogy az orosz cég is beszáll a projektbe.

## Külső hivatkozások
- Project GALSI (franciául)